# Pianki (województwo mazowieckie)
Pianki – wieś w Polsce położona w województwie mazowieckim, w powiecie sierpeckim, w gminie Rościszewo.
Prywatna wieś szlachecka położona była w drugiej połowie XVI wieku w powiecie sierpeckim województwa płockiego. W latach 1975–1998 miejscowość administracyjnie należała do województwa płockiego.